# Première circonscription de Gofa
La première circonscription de Gofa est une des 121 circonscriptions législatives de l'État fédéré des nations, nationalités et peuples du Sud, elle se situe dans la Zone Gamo Gofa. Sa représentante actuelle est Almaz Mesele Mosa.